# 王俊民 (合州進士)
王俊民（？—？），字用章，四川合州万安厢人，明朝政治人物、进士出身。

## 生平
正德二年（1507年）丁卯科四川鄉試第一名舉人。正德九年（1514年）登进士，本年六月选授户科给事中，十三年三月升礼科右，嘉靖六年四月升吏科左，不久陞吏科都給諫，後以事杖廢為民，隆慶元年（1567年）復職。